# Ectinohoplia hispidula
Ectinohoplia hispidula är en skalbaggsart som beskrevs av Edmund Reitter 1903. Ectinohoplia hispidula ingår i släktet Ectinohoplia och familjen Melolonthidae. Inga underarter finns listade i Catalogue of Life.